# Панкратіон
Панкратіон (грец. pan ''усе''; грец. kratos ''сила, міць'')  —  давньогрецьке  бойове мистецтво та вид спорту. Вперше включений до програми олімпійських ігор Стародавньої Греції у 648 році до н. е. Поєднує в собі елементи боротьби і кулачного бою.

## Історія
У програму античних олімпійських ігор входили три види єдиноборств: боротьба, кулачний бій, а починаючи з Олімпіади 648 до н.е. і панкратіон. Панкратіон починав свої змагання на 4 день Олімпійських ігор. Бої були доволі жорстокими і  час від часу закінчувалися смертю, часто травмами учасників. Відомий випадок, коли мертвого атлета — Аріхіона — було визнано переможцем. Найвідомішими античними борцями панкратіону були Сострат з Сікіону, Капр з Еліди, Стратон з Александрії, Антіох з Аркадії.